# Vítězslav Chlumský
Vítězslav Chlumský (17. srpna 1867 Xaverovice – 1. listopadu 1943 Dolní Tošanovice) byl český chirurg, ortoped a vysokoškolský učitel.

## Život
Na Karlovo-Ferdinandově univerzitě na lékařské fakultě promoval v roce 1895. Krátce pracoval na chirurgii v Brně a v roce 1896 odešel na chirurgii do Vratislavi. Zde byl přednostou Jan Mikulicz-Radecki. Mimořádným profesorem na Jagellonské univerzitě byl jmenován v roce 1909. V roce 1921 vznikla v Bratislavě Univerzita Komenského a zde byl jmenován řádným profesorem ortopedie. V roce 1925 založil „Československou společnost ortopedickou“. Děkanem bratislavské lékařské fakulty byl v letech 1927 - 1928.
Připravil dezinfekční roztok, později po něm nazvaný Chlumského roztok.